# Deuteronomos ochreatus
Deuteronomos ochreatus är en fjärilsart som beskrevs av George Duryea Hulst 1895. Deuteronomos ochreatus ingår i släktet Deuteronomos och familjen mätare. Inga underarter finns listade i Catalogue of Life.